# Прайор, Фредерик
Фредерик Лерой Прайор (англ. Frederic LeRoy Pryor; 23 апреля 1933, Овоссо, Мичиган — 2 сентября 2019, Ньютаун, Делавэр, США) — американский экономист, эмерит—профессор экономики Суортмор-колледжа.

## Биография
Фредерик родился 23 апреля 1933 года в городке Овоссо в штате Мичиган, США. У него был брат-близнец Миллард. Большую часть детства семья провела в Мансфилде, штат Огайо, где в 1951 году оба брата окончили среднюю школу Мансфилда.
В 1951 году поступил в Оберлинский колледж, где получил степень бакалавра химии в 1955 году. Затем поступил в Йельский университет, где успешно защитил магистерскую степень по экономике (M.A.) в 1957 году. В 1959—1961 годах аспирантура в Свободном университете Западного Берлина. Защитил докторскую диссертацию (PhD) в Йельском университете в 1962 году.
Свою преподавательскую деятельность начал в должности ассистента профессора экономики в Мичиганском университете в 1962—1964 годах, затем был научным сотрудником-экономистом в Центре экономического роста при Йельском Университете в 1964—1967 годах. Затем занимал должности ассистента профессора и ассоциированного профессора в 1967—1972 годах, профессором экономики в Суортмор-колледже в 1972—1998 годах. В этоже время был заведующим кафедры в 1980—1981, 1983—1984 и 1988—1989 годах. В 1998 году, став эмерит—профессором Суортмор-колледжа, вышел в отставку.
Был приглашенным ассоциированным профессором экономики в Линкольнском университете в 1967 году и в Международном исследовательском центре развития при университете Индианы в 1969 году. Был консультантом Международной экономической консультативной группы Сороса на Украине в 1995—1997 годах, консультантом Всемирного банка в 1985—1989 годах, директором по исследованиям налоговой комиссии Пенсильвании в 1979—1981 годах.
Являлся членом Совета попечителей колледжа Тугалу в 2001—2004 годах и в 1981—1992 годах, председателем Комитета по образовательной политике колледжа Тугалу в 1987—1992 годах, член Совета попечителей университета Уилберфорс в 1994—2001 годах, член Совета попечителей колледжа Майлза в 1974—1980 годах, членом исполнительного совета Ассоциации сравнительной экономики в 1968—1980 и в 1984—1986 годах, членом редакционного совета Journal of Comparative Economics в 1976—1984 годах, членом комитета по назначениям Американской экономической ассоциации в 1987—2019 годах, членом Совета по международным исследованиям и биржам в 1970—1972 годах, президентом Суортморского отделения Американской ассоциации университетских профессоров в 1968 году, 1970—1971 годах.
В 1964 году женился на Зоре Прохазке, с которой прожил до её смерти в 2008 году. Фредерик Прайор скончался 2 сентября 2019 года. У него остались сын Дэниел Прайор и трое его внуков — Кэтлин, Томас и Зора.

## Арест в ГДР
В 1959 году Прайор отправился в Берлин, где посещал занятия в Свободном Университете Западного Берлина.
В августе 1961 года, через несколько дней после возведения Берлинской стены, он посетил Восточный Берлин с тремя целями: услышать речь Вальтера Ульбрихта о причинах возведения Берлинской стены; встретиться с сестрой друга, так как коммуникации между западным и восточным Берлином были отрезаны; передать копию диссертации профессору из ГДР, который помогал с её написанием. Когда Прайор попытался посетить сестру друга, её не было дома. На тот момент Прайор не знал, что она сбежала в Западную Германию с помощью манипуляций с паспортом и Штази следили за её квартирой в попытке поймать того, кто придёт забирать её вещи. Таким образом, Прайор был задержан на входе в квартиру и доставлен в полицейский участок. Штази обнаружили диссертацию Прайора с заголовком «Анализ внешней торговли советского блока», и он был отправлен в следственную тюрьму Хоэншёнхаузен по обвинению в шпионаже. Прайора интенсивно допрашивали, но не пытали.
10 февраля 1962 года, после почти шести месяцев заключения, Прайор был освобожден на контрольно-пропускном пункте Чарли, перед тем, как американского пилота Lockheed U-2 Фрэнсиса Пауэрса обменяли на советского разведчика Рудольфа Абеля на Глиницком мосту между Западным Берлином и Потсдамом, в результате переговоров, проведенных Джеймсом Донованом.
Задержание и освобождение Прайора показано в фильме «Шпионский мост», но сам Прайор в интервью говорил о том, что события, связанные с ним, показаны в фильме недостоверно и что Стивен Спилберг при съёмке фильма не связывался с ним для того, чтобы узнать реальную историю произошедшего.

## Награды
За свои достижения был удостоен следующих наград:
- 1984, 1990 — грант от Национального совета по советским и восточноевропейским исследованиям;
- 1989, 1990 — грант от Гуверовского Института;
- 1991 — грант от Национального научного фонда;
- 1993 — грант от Фонда Альфреда Слоуна;
- 2007 — премия Джона Майкла Монтиаса от Ассоциации сравнительных экономических наук[англ.].